# Bundesstraße 218
Die Bundesstraße 218 (Abkürzung B 218) ist eine Ost-West-Verbindung in Niedersachsen. Sie liegt komplett im Landkreis Osnabrück.

## Verlauf

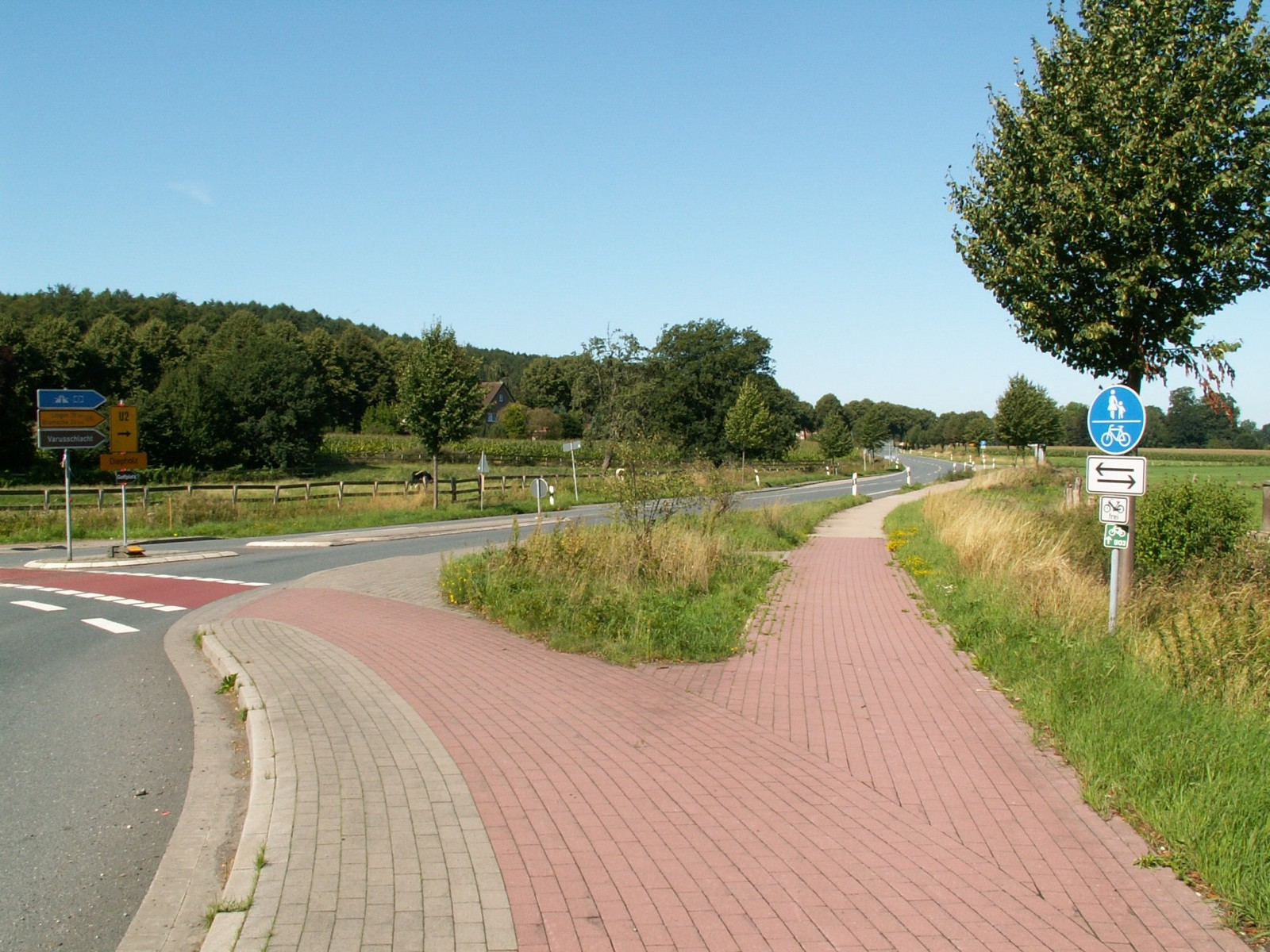
Ende der B 218 an der Leckermühle

Die Bundesstraße beginnt am östlichen Ende des Fürstenauer Ortsteiles Schwagstorf als Fortsetzung der B 214, welche dort nach links in Richtung Diepholz abzweigt. Sie verläuft südostwärts Richtung Bramsche, dann auf etwa 4,5 km gemeinsam mit der B 68 in südlicher Richtung. Anschließend durchquert sie Bramsche und folgt in östlicher Richtung dem Mittellandkanal, kreuzt die A 1 und endet am Kreisverkehr Leckermühle auf dem Gebiet der Gemeinde Bohmte nahe der Grenze zu Ostercappeln. Die Trasse am Fuß des Wiehengebirges in Richtung Minden wird auf der anderen Seite des Kreisels durch die B 65 fortgesetzt. Die B 51 nimmt an dem Kreisel den Verkehr der B 218 in Richtung Osnabrück bzw. Diepholz auf.
Die B 218 wird viermal von der Bramgau-Route und zweimal von der Straße der Megalithkultur gekreuzt bzw. berührt. Unmittelbar neben ihr befinden sich an der Grenze zwischen Kalkriese und Venne das Museum und der Park Kalkriese, wo nach Auffassung vieler Wissenschaftler im Jahr 9 n. Chr. Teile der Varusschlacht stattgefunden haben.